# Лаптева (Харьковская область)
Лаптева (укр. Лаптєва) — посёлок,
Эсхаровский поселковый совет,
Чугуевский район,
Харьковская область, Украина.
Село было ликвидировано в 1995 году.

## Географическое положение
Посёлок Лаптева находился на левом берегу реки Уды,
выше по течению на расстоянии в 1 км расположено село Поды,
на противоположном берегу — пгт Эсхар.
К посёлку примыкает лесной массив (дуб).

## История
- В 1940 году, перед ВОВ, на хуторе Лаптева было шесть дворов и автомобильный мост через реку Уды[4].
- 1995 — село ликвидировано[3].